# 13403 Sarahmousa
13403 Sarahmousa eller 1999 RJ167 är en asteroid i huvudbältet som upptäcktes den 9 september 1999 av LINEAR i Socorro County, New Mexico. Den är uppkallad efter Sarah S. Mousa.